# Ulriksdals koloniområde

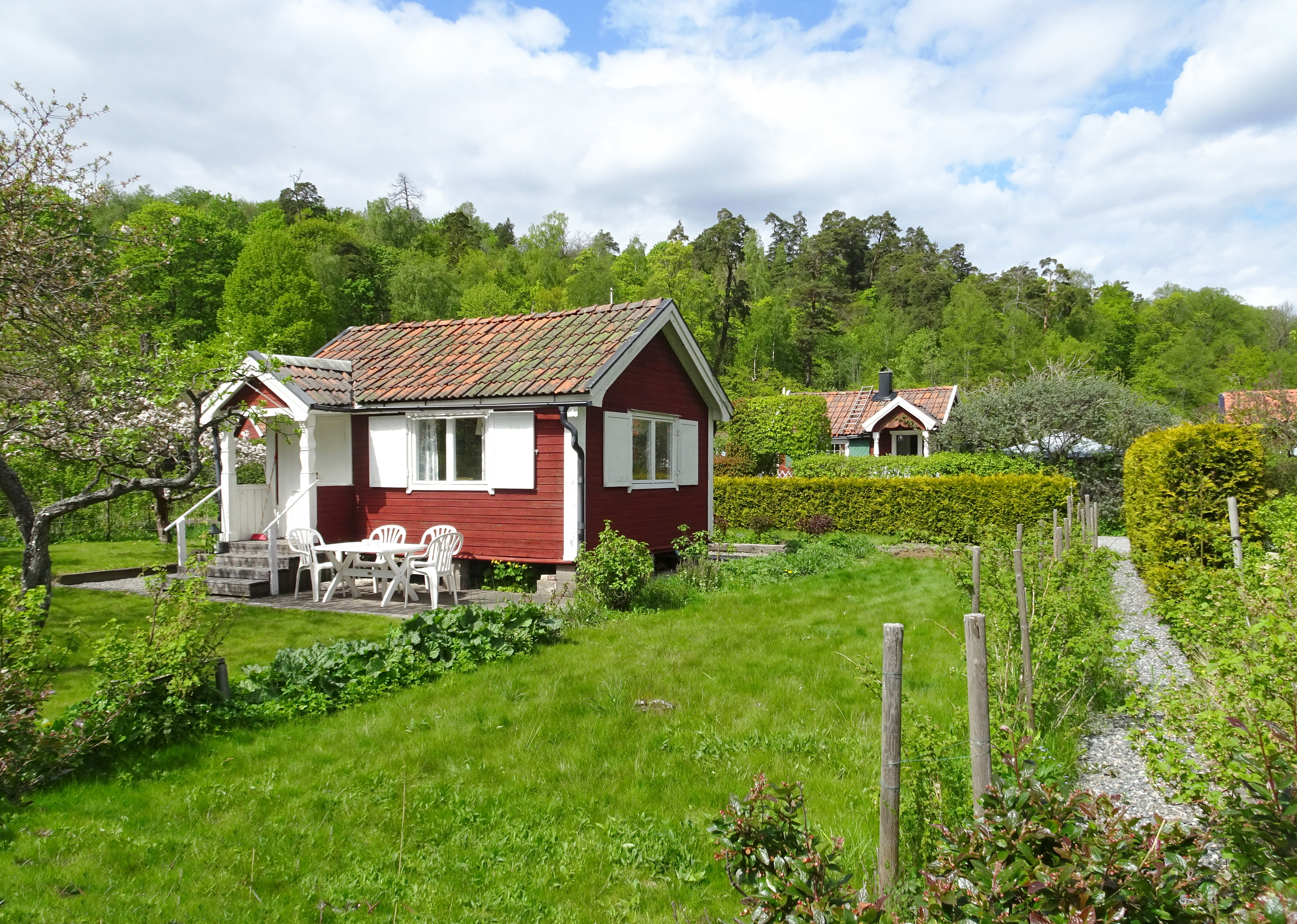
Sköndals koloniområde, maj 2020.

Ulriksdals koloniområde (även kallat Sköndals koloniområde) är ett koloniområde i stadsdelen Ulriksdal i Solna kommun. Koloniträdgårdens anläggning skapades omkring 1960 och ligger i södra delen av Ulriksdals slottsområde. På slottsområdet finns ytterligare en koloniträdgård: Kvarnvretens koloniområde.

## Bakgrund

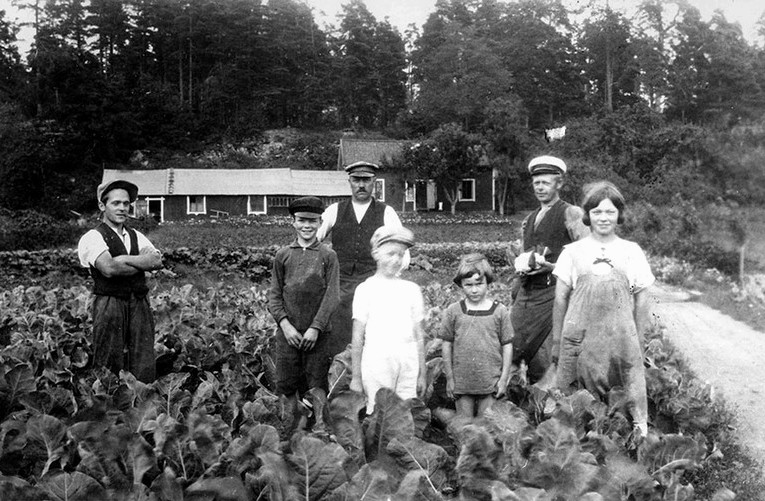
Sköndals handelsträdgård 1925.

Ulriksdals koloniområde ligger på marken för Sköndals gamla handelsträdgård vars odlingar och huvudbyggnad låg i dalgången som sträcker sig från dagens Ulriksdalsvägen ner till Brunnsviken. Dalgången är en tidigare vik av Brunnsviken och kallades Sköndal. Enligt en sägen tillkom koloniområdet på initiativ av Gustav VI Adolf, då kronprins. En dag, när han var på promenad i slottsområdet med sin adjutant, såg han dalen, pekade med sin käpp och sade: Här vill jag ha en torparby. Han visade även stort intresse för tillkomst och vidare utveckling av Kvarnvretens koloniområde. 

## Koloniträdgården
År 1959 skrevs ett arrendeavtal med Koloniföreningen Bergshamra (dagens Ulriksdals Koloniförening) omfattande dalgångens norra del med en areal om 20 000m². Området anlades för bland annat de kolonister som förlorat sina trädgårdar på grund av bygget av Bergshamraleden som kom att går rakt över dalgångens södra del.
År 1963 fanns här 13 stugor. 1983 stod området färdigt med 44 kolonistugor. Stugorna är på cirka 30 m² och får bebos sommartid. Den kvarvarande arealen söder om Ulriksdals koloniområde nyttjas sedan 1995 av handelsträdgården Brunnsvikens trädgård.

## Bilder

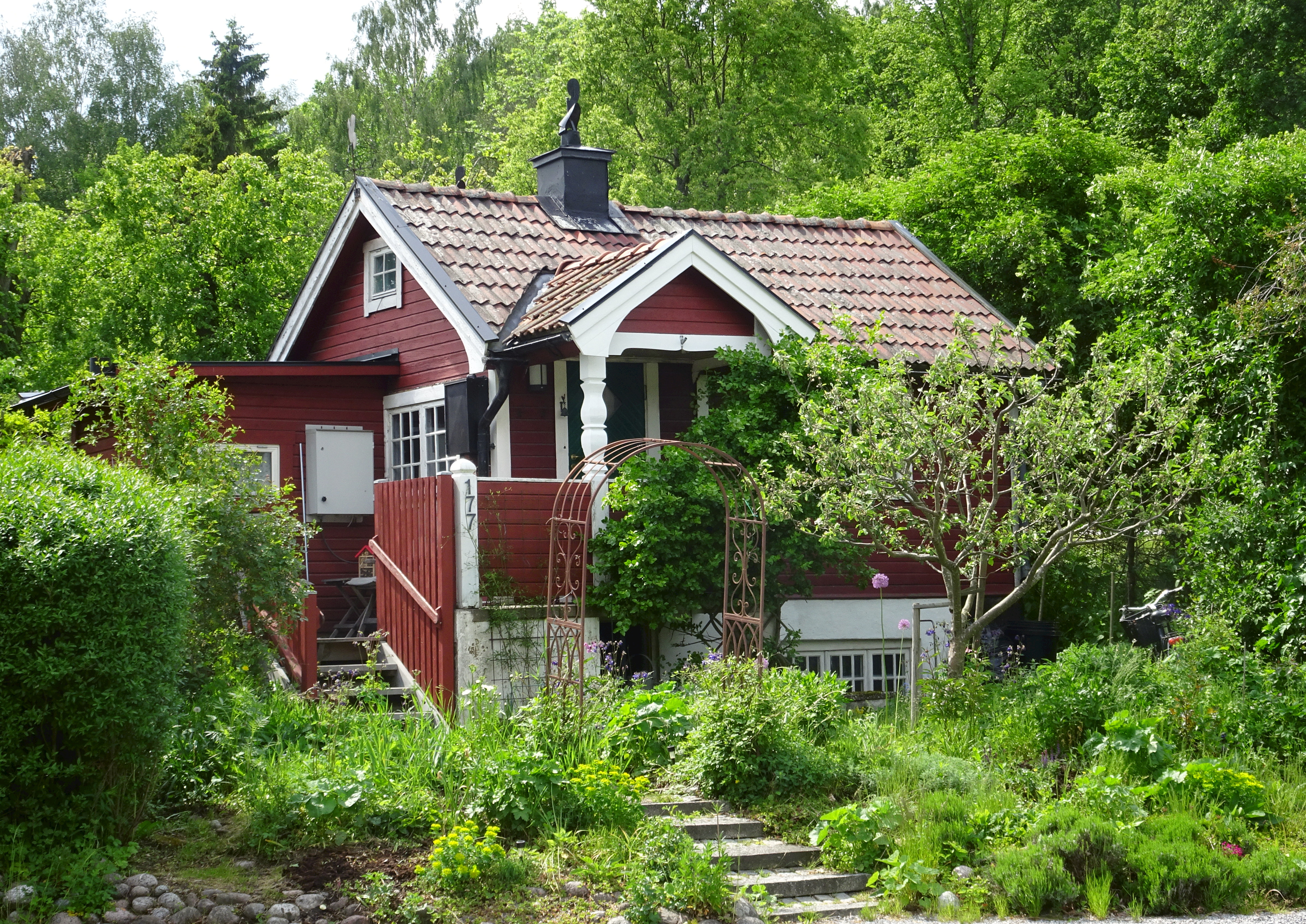
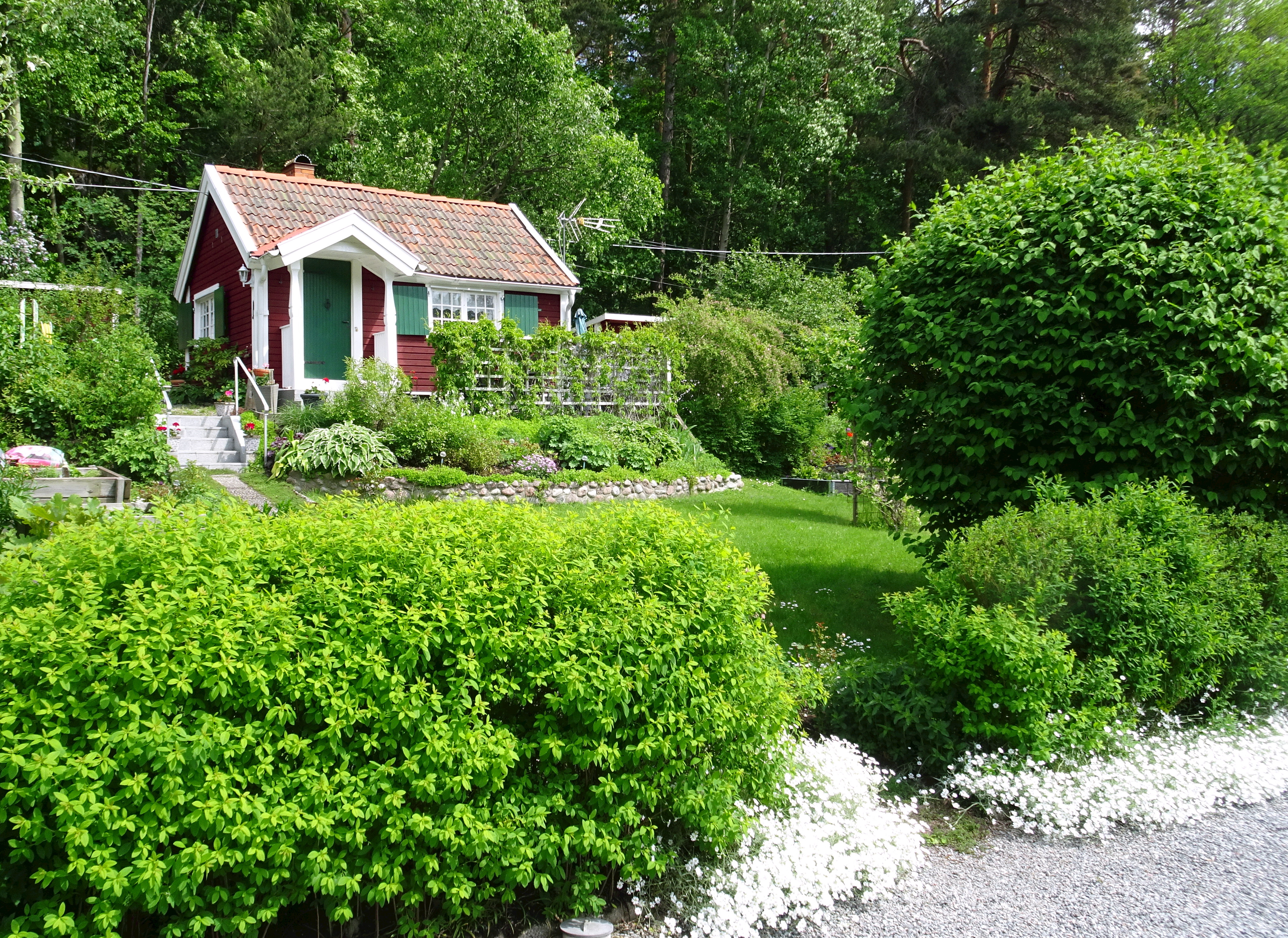
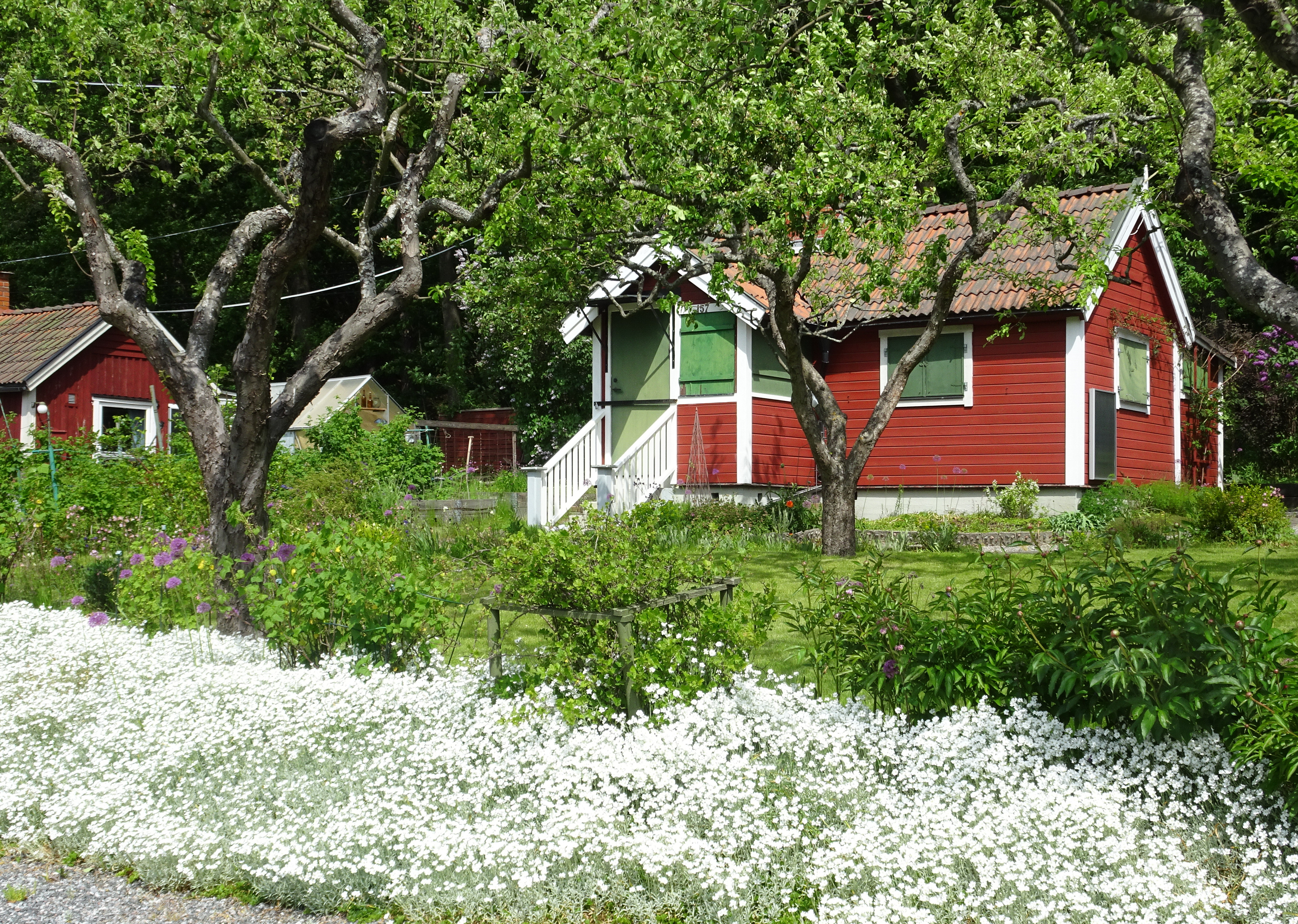
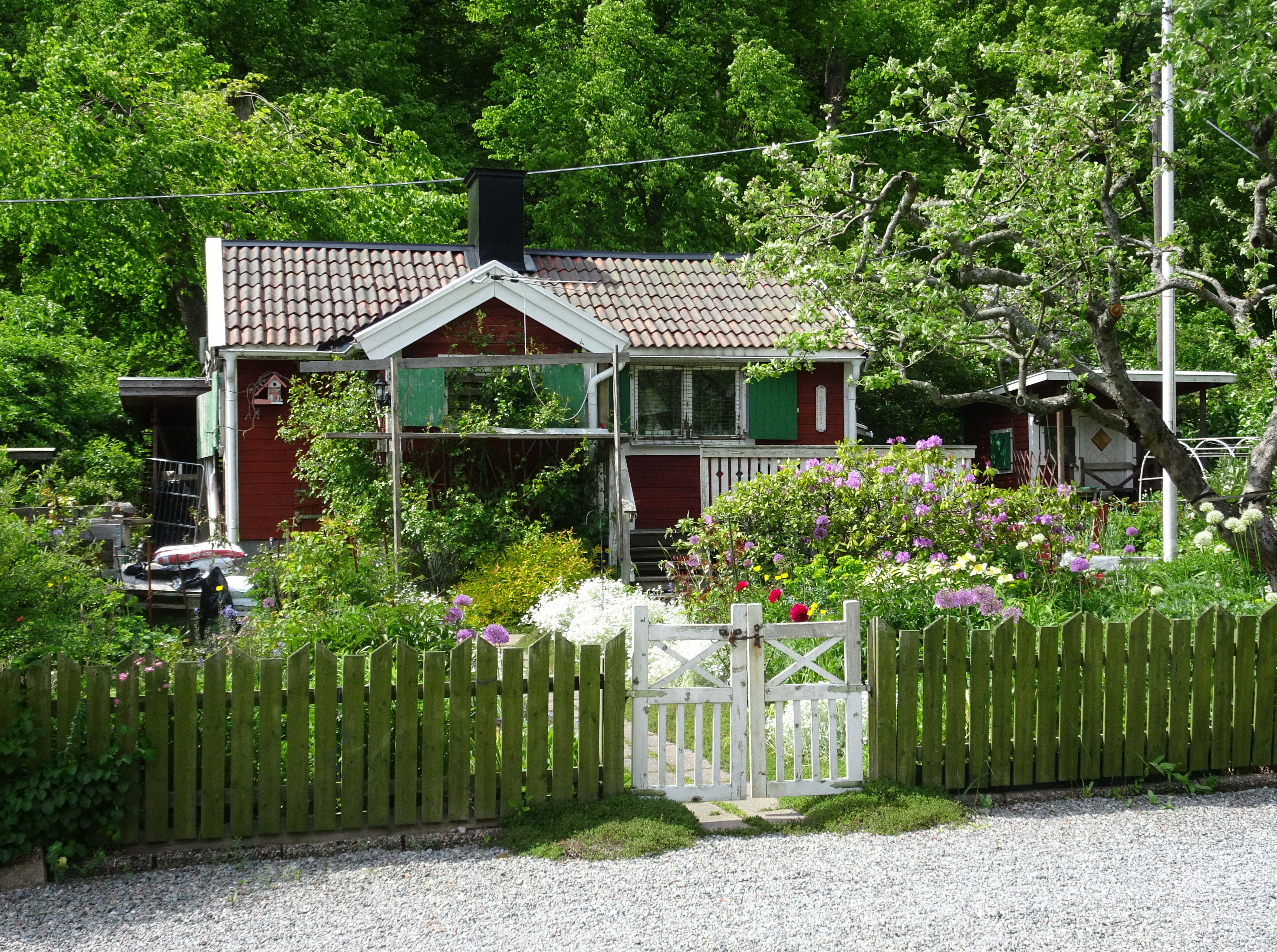